# Nordafrikanische Elefantenspitzmaus
Die Nordafrikanische Elefantenspitzmaus (Petrosaltator rozeti, teilweise auch Elephantulus rozeti) oder der Nordafrikanische Rüsselspringer, ist eine Art aus der Ordnung der Rüsselspringer (Macroscelidea). Lange Zeit wurde sie zu den Elefantenspitzmäusen gestellt, denen sie morphologisch stark ähnelt. Allerdings zeigen sowohl einzelne Merkmale der Skelett- und der Weichteilanatomie als auch Ergebnisse der Molekulargenetik eine nähere Beziehung zur Rüsselratte an. Im Jahr 2016 erhielt die daraufhin einen eigenen Gattungsstatus. Die Art ist der einzige Vertreter der Familie, der im nordwestlichen Afrika nördlich der Sahara vorkommt. Als bevorzugter Lebensraum fungieren felsige und trockene Landschaften mit Gebüschvegetation. Typisch im äußeren Erscheinungsbild sind die verlängerte, rüsselsartige Nase sowie die langen Hinter- und kurzen Vorderbeine, was ebenfalls für die Elefantenspitzmäuse charakteristisch ist. Die Tiere leben bodenbewohnend und ernähren sich hauptsächlich von Insekten. Im Fortpflanzungsverhalten weicht die Art durch eine längere Tragzeit und eine durchschnittlich höhere Anzahl an Neugeborenen je Wurf von den Vertretern der Elefantenspitzmäuse ab. Wissenschaftlich eingeführt wurde die Nordafrikanische Elefantenspitzmaus im Jahr 1833.

## Beschreibung

### Habitus

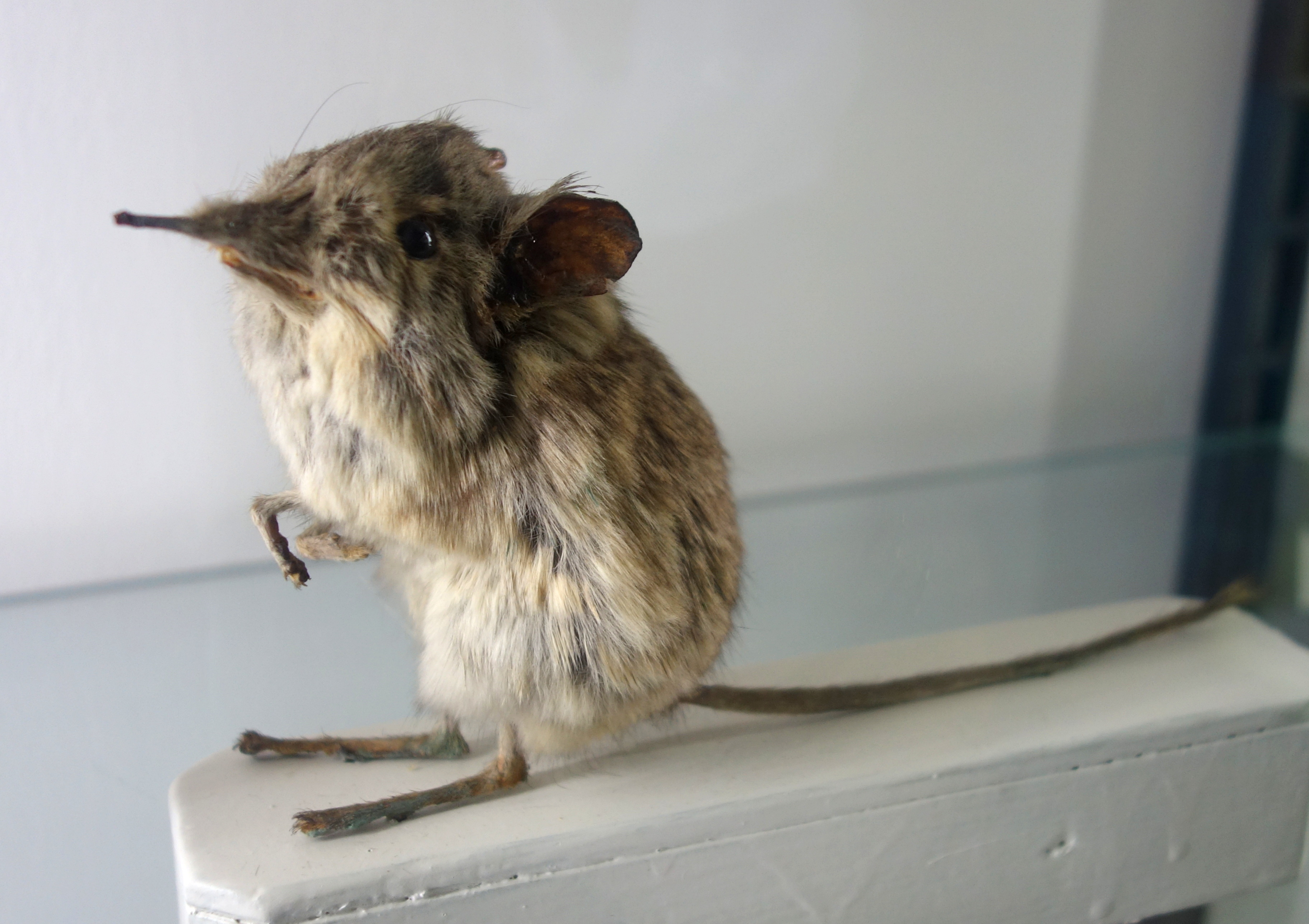
Nordafrikanische Elefantenspitzmaus, Präparat

Die Nordafrikanische Elefantenspitzmaus zählt zu den kleineren Vertretern der Rüsselspringer. Ihre Kopf-Rumpf-Länge beträgt 10 bis 12 cm, der Schwanz wird 10,5 bis 13,7 cm lang. Somit erreicht der Schwanz etwa 110 % der Länge des übrigen Körpers. Das Gewicht liegt bei durchschnittlich 45,3 g. Das äußere Erscheinungsbild der Nordafrikanischen Elefantenspitzmaus gleicht dem der anderen Vertreter der Gattung und wird durch einen großen Kopf mit rüsselartig verlängerter Nase und langen Hinter- sowie kurzen Vorderbeinen charakterisiert. Das Rückenfell ist weich, entlang der Mittellinie werden die einzelnen Haare 12 bis 14 mm lang. Sie besitzen schwarze Basen und braune bis gelblichbraune Spitzen. Das verleiht dem Rückenfell eine lederbraune Färbung. Vereinzelt sprießen am Rücken längere Haare mit schwarzen Spitzen. Die Seiten des Körpers hellen auf. Am Bauch ist das Fell durch weißspitzige Haare hellgrau getönt. Der Schwanz zeigt eine ähnliche Farbgebung mit einer dunkleren Ober- und einer helleren Unterseite. An der Schwanzspitze hebt sich ein pinselartiges Schwanzbüschel bestehend aus längeren Haaren ab. Die Ohren sind mit 21 bis 27 mm vergleichsweise lang, ihre Spitzen sind gerundet. Der Tragus ist ebenfalls groß ausgebildet. Hinter den Ohren zeichnet sich jeweils ein brauner Farbfleck ab, der manchmal aber eher unscheinbar wirkt. Die Augen sind groß, aber im Vergleich zu den Elefantenspitzmäusen etwas kleiner. Ein Augenring, wie bei den meisten Elefantenspitzmäusen ausgebildet, kommt bei der Nordafrikanischen Elefantenspitzmaus nicht vor. Arme und Beine enden in jeweils fünf Strahlen, die krallenbewehrt sind. Zwischen den einzelnen Fingern und Zehen sind hier abweichend von den Elefantenspitzmäusen runzlige Hautpolster ausgebildet. Der Hinterfuß ist 30 bis 34 mm lang und damit markant gestreckt.

### Schädel- und Gebissmerkmale
Die Länge des Schädels beträgt 32,7 bis 34,8 mm, die Breite an den Jochbögen 19,2 bis 20,5 mm. Das Rostrum wird, gemessen vom ersten Schneidezahn, 15 mm lang. Das Gebiss setzt sich aus 40 Zähnen zusammen und besitzt folgende Zahnformel: {\displaystyle {\frac {3.1.4.2}{3.1.4.2}}}. Der untere mittlere Schneidezahn (I2) ist größer als der innere (I1) und der äußere (I3). In der oberen Zahnreihe verhält es sich umgekehrt. Der Eckzahn ähnelt den hinteren Backenzähnen (molariform), der zweite Prämolar ist deutlich schmaler als bei den Elefantenspitzmäusen. Die obere Zahnreihe wird insgesamt 16,8 bis 18,8 mm lang.

## Verbreitung

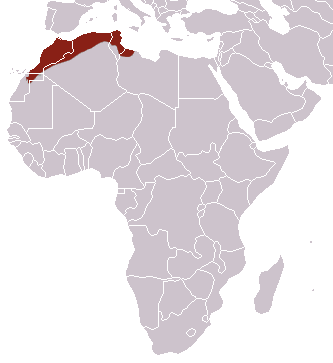
Verbreitungsgebiet (rotbraun) der Nordafrikanischen Elefantenspitzmaus

Als einziger Vertreter der Rüsselspringer bewohnt die Nordafrikanische Elefantenspitzmaus Teile des nordwestlichen Afrikas und ist damit isoliert vom übrigen Verbreitungsgebiet der Gattung und Familie. Die Art kommt vom nordöstlichen Teil der Westsahara über Marokko, dem nördlichen Teil Algeriens, Tunesien bis ins nordwestliche Libyen vor. Im westlichen Verbreitungsgebiet teilt der Atlas die Populationen der Küstenregion von denen am Nordrand der Sahara. Allerdings sind die beiden Gruppen nicht vollständig getrennt, da im östlichen Verbreitungsgebiet das Vorkommen eher kontinuierlich ist. Die Höhenverbreitung reicht vom Niveau des Meeresspiegels bis auf 1600 m, der Nachweis von zwei Individuen nahe Oukaïmeden in 2725 m Höhe während des Dezembers, wenn die Temperaturen unter den Gefrierpunkt sinken, lassen annehmen, dass die Art in den Sommermonaten möglicherweise noch höher anzutreffen ist. Das bevorzugte Habitat besteht aus halbwüstenartigen, felsigen Regionen, Berghängen und Geröllfeldern mit Busch- und Grasvegetation. Nach großflächigen Untersuchungen in Tunesien bleiben die Tiere dort auf die halbtrockenen bis trockenen Gebirgsareale beschränkt. Insgesamt ist die Nordafrikanische Elefantenspitzmaus weit verbreitet und lokal mäßig häufig, genaue Angaben zur Populationsdichte liegen aber nicht vor.

## Lebensweise

### Territorialverhalten
Die Nordafrikanische Elefantenspitzmaus ist sowohl tag- als auch nachtaktiv, ihre Aktivitätsphase ist jahreszeitlich abhängig. Im Sommer beschränkt sie sich auf die späten Nachtstunden von 02:00 bis 04:00 Uhr, im Winter auf den Vormittag von 10:00 bis 14:00 Uhr, gegebenenfalls bis in den Nachmittag bis 16:00 Uhr hinein. In Tunesien wurde eine stärkere Aktivität unter Tageslicht ebenso wie eine häufig einzelgängerische Lebensweise dokumentiert. Die Art ist bodenlebend und ein schneller (cursorialer) Läufer, der sich vierfüßig laufend und springend fortbewegt und stets Alarmbereitschaft zeigt. Sie sucht unter Felsvorsprüngen und in Felsspalten Unterschlupf, wo die Temperaturen ausgeglichener sind, manchmal okkupiert sie auch ein Erdloch, das von einer anderen Tierart gegraben wurde. Zum Komfortverhalten gehören auch regelmäßige Sandbäder. Mit Hilfe von Drüsensekreten setzt die Nordafrikanische Elefantenspitzmaus Duftmarken aus. Zur weiteren innerartlichen Kommunikation gehört auch ein charakteristisches Fußtrommeln mit den Hinterbeinen auf dem Untergrund.

### Ernährung
Die Hauptnahrung der Nordafrikanischen Elefantenspitzmaus besteht aus Insekten und anderen Wirbellosen. Eine Studie zur Ernährungsweise der Art bei Jbel El Taref in der nordostalgerischen Provinz Oum El Bouaghi in rund 1130 m Höhe zeigte auf, dass Insekten bis zu 77,8 % der Nahrungsmenge ausmachen. Dabei überwogen Ameisen und Termiten bei Weitem und hier wiederum Vertreter der Gattungen Tetramorium mit 28,1 % und von Hodotermes mit 16,9 %. Daneben vertilgte die Nordafrikanische Elefantenspitzmaus auch Krebstiere, Spinnen und Weichtiere, sehr selten erbeutete sie Reptilien. Pflanzen spielten eine eher untergeordnete Rolle und nahmen nur 5 % der verzehrten Nahrung ein. In einigen Gebieten haben aber die Samen von Pinien und Früchte von Sumachgewächsen eine gewisse Bedeutung in der Ernährung. Möglicherweise werden auch Vorratslager unter Felsvorsprüngen angelegt. Die Nahrung suchen die Tiere auf den Geröllfeldern und unter Steinen.
Die Nordafrikanische Elefantenspitzmaus besitzt eine deutlich schwankende Körpertemperatur, ruhende Tiere haben bei über 20 °C Außentemperatur eine Körpertemperatur von etwa 32 °C im Schatten und 37 °C in der Sonne. Zudem ist die Körpertemperatur stark abhängig von der Aktivität und variiert hierbei zwischen 31 und 37 °C. Die Thermoregulation erfolgt über Wechsel von schattigen zu sonnigen Plätzen, teilweise auch über kurze Sonnenbäder. Bei Außentemperaturen unter 20 °C sinkt die Körpertemperatur etwa auf dieses Level herab. Dabei tritt dann auch ein Torpor ein. Diese Starrephasen dauern im Minimum 3,5 Stunden, der Durchschnitt beträgt 13,6 Stunden. Insgesamt können sie bis zu 20,1 Stunden anhalten, wobei die niedrigste gemessene Körpertemperatur bei 5,1 °C lag. Dies gehört zu den niedrigsten bekannten Werten innerhalb der Höheren Säugetiere und kommt dem Minimum nahe, das von großen Winterschläfern bekannt ist. In der Regel beginnt der Torpor in den frühen Abendstunden und endet erst am Morgen, die Nordafrikanische Elefantenspitzmaus vermag den Austritt aus der Starre selbst zu steuern. Torpor kommt nicht nur bei ungünstigen Wetterbedingungen vor, sondern auch häufig bei Nahrungsknappheit.

### Fortpflanzung
Die Fortpflanzungsphase ist jahreszeitlich begrenzt und dauert von Januar bis August, in höheren Lagen mit rauerem Klima ist der Beginn zeitlich nach hinten versetzt. Die Länge der Tragzeit liegt bei 75 Tagen, was deutlich ausgedehnter ist als bei den Elefantenspitzmäusen. Die ersten Jungtiere werden im März oder April geboren. Ein Wurf umfasst eins bis vier Neugeborene, der mit 58,3 % größte Anteil umfasst zwei. Beobachtungen im nördlichen Marokko zufolge kommen dort gehäuft drei bis vier Junge zur Welt – ihr Anteil liegt bei 49,6 % –, was wiederum von keinem anderen Vertreter der Gattung bekannt ist. Die Neugeborenen sind weit entwickelt und haben geöffnete Augen und ein weiches Fell. Sie fangen noch während der Saugphase an, Insektennahrung zu sich zu nehmen. Aufgrund der langen Tragzeit und der eingeschränkten Fortpflanzungsphase können Weibchen pro Jahr nur zweimal gebären. Die Lebenserwartung in freier Wildbahn kann bei über zwei Jahren liegen, gefangene Tiere erreichten ein Alter von sieben Jahren und zwei Monaten.

### Fressfeinde und Parasiten
Als bedeutende Fressfeinde treten Eulen, in deren Gewöllen die Nordafrikanische Elefantenspitzmaus regelmäßig nachgewiesen ist, und felsenbewohnende Schlangen in Erscheinung. Äußere Parasiten stellen unter anderem Zecken der Gattung Rhipicephalus sowie Milben wie Straelensia dar. Zu den zahlreichen Fadenwürmern als innere Parasiten zählt unter anderem Pterygodermatites.

## Systematik

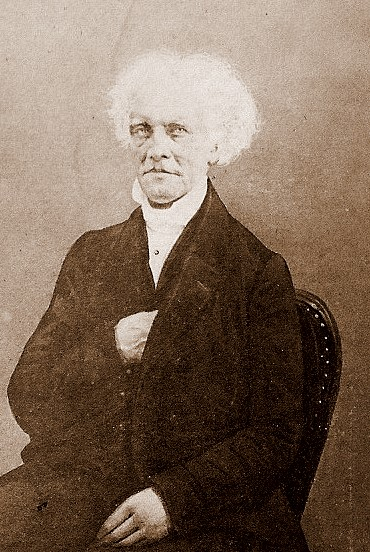
Georges Louis Duvernoy

Die Nordafrikanische Elefantenspitzmaus ist die einzige Art der Gattung Petrosaltator. Gattung und Art gehören zur Ordnung der Rüsselspringer (Macroscelidea). Die Rüsselspringer wiederum bilden eine Gruppe kleinerer Säugetiere, die endemisch in Afrika auftreten. Innerhalb dieser können heute zwei Familien unterschieden werden. Den Rhynchocyonidae werden nur die Rüsselhündchen (Rhynchocyon) zugerechnet, sie sind dadurch als monotypisch anzusehen. Bei diesen größten Vertretern der Rüsselspringer handelt es sich um überwiegend an dicht bewaldete Habitate angepasste Tiere. Die Schwestergruppe bilden wiederum die Macroscelididae. Sie umfassen neben Petrosaltator sowohl die Elefantenspitzmäuse (Elephantulus) als auch die Gattungen Petrodromus, Galegeeska und Macroscelides. Letztere drei gemeinsam mit Petrosaltator formen die Unterfamilie der Macroscelidinae, während Elephantulus der Unterfamilie der Elephantulinae angehört. Die Vertreter der Macroscelididae bewohnen eher trockenere und offenere Landschaften bis hin zu wüstenartigen Regionen. Molekulargenetische Untersuchungen zeigten auf, dass sich die beiden Unterfamilien im Untere Oligozän vor etwa 32,8 Millionen Jahren voneinander abtrennten. Innerhalb der Macroscelididae fand eine stärkere Aufsplitterung ab dem Oberen Oligozän vor rund 28,5 Millionen Jahren statt.
Der Nordafrikanischen Elefantenspitzmaus werden zwei Unterarten zugewiesen:
- P. r. deserti Thomas, 1901
- P. r. rozeti Duvernoy, 1833

Letztere stellt die Nominatform dar und kommt nördlich des Atlas in Marokko und Algerien vor. Sie ist von generell dunklerer Farbe und durchschnittlich etwas größer (Gesamtlänge der oberen Zahnreihe 17,0 bis 18,8 mm). Erstere bewohnt die Regionen südlich des Atlas in Algerien und Tunesien, allerdings reicht ihr Verbreitungsgebiet nicht bis in die Sahara hinein. Ihr Rückenfell zeigt eine hellere, gelblichbraune bis sandfarbene Tönung, außerdem ist sie etwas kleiner als die Nominatform (Gesamtlänge der oberen Zahnreihe von 16,5 bis 17,6 mm). Fossilfunde der Nordafrikanischen Elefantenspitzmaus sind bisher nicht bekannt. Subfossil stammen einzelne Zahnfunde aus der Höhle von Guenfouda im östlichen Marokko. Das Alter der Funde wird aufgrund begleitender cardialverzierter Keramik auf etwa 7000 Jahre bestimmt (Impressokultur), was dem Mittleren Holozän entspricht. In einigen Karstfundstellen der westlichen Wüste von Ägypten, die in das Obere Miozän datieren, konnten zudem Reste von Rüsselspringern nachgewiesen werden. Möglicherweise spricht dies auch für ein ehemals größeres Verbreitungsgebiet der Nordafrikanischen Elefantenspitzmaus im nördlichen Afrika in der geologischen Vergangenheit.

## Forschungsgeschichte – Zur Stellung innerhalb der Macroscelididae
Die wissenschaftliche Erstbeschreibung der Nordafrikanischen Elefantenspitzmaus hatte Georges Louis Duvernoy im Jahr 1833 unter der Artbezeichnung Macroscelides rozeti durchgeführt. Dafür stand ihm ein Exemplar zur Verfügung, das von dem französischen Ingenieur und Geologen Claude-Antoine Rozet von Algerien nach Strasbourg gesendet worden war. Duvernoy kannte die Arbeiten von Andrew Smith, der nur wenige Jahre zuvor ähnliche Tiere aus Südafrika vorgestellt hatte. Er benannte seine Art zu Ehren des Finders rozeti. Als Typuslokalität gab Duvernoy die Region nahe Oran im nordwestlichen Algerien an.
Die Zuweisung kleinwüchsiger Rüsselspringer zur Gattung Macroscelides war üblich im Verlauf des 19. Jahrhunderts. Mit dem zahlenmäßigen Anstieg neubeschriebener Arten wurden aber auch zunehmend morphologische Unterschiede erkannt. Aus diesem Grund spalteten Oldfield Thomas und Harold Schwann im Jahr 1906 die Gattung Elephantulus (Elefantenspitzmäuse) von Macroscelides ab. Demzufolge umfasst Macroscelides Formen mit vergrößerter Paukenblase, während Elephantulus Vertreter mit einer normal gebauten Paukenblase einschließt (eine dritte, von den Autoren eingeführte Gattung, Nasilio, mit ebenfalls normaler Paukenblase aber drei Molaren im Unterkiefer wird heute innerhalb von Elephantulus geführt). Thomas und Schwann verwiesen in ihrer Publikation einen größeren Teil der bekannten Arten einschließlich der Nordafrikanischen Elefantenspitzmaus zur Gattung Elephantulus. Ihre Stellung innerhalb dieser Gattung wurde in der Folgezeit aufgrund der äußerlichen morphologischen Ähnlichkeiten zu den Elefantenspitzmäusen kaum angezweifelt. Allerdings ergaben im Jahr 1995 vorgestellte Studien zur Penisstruktur der Rüsselspringer erste Hinweise darauf, dass die Nordafrikanische Elefantenspitzmaus möglicherweise in näherer Beziehung zur Rüsselratte steht, was unter anderem mit der Ausprägung von zwei seitlichen Lappen nahe der Spitze begründet wurde. Eine erste molekulargenetische Untersuchung wurde 2003 veröffentlicht, in der aber nicht alle Arten der Elefantenspitzmäuse einbezogen waren. Sie unterstützte jedoch vorerst eine engere Verwandtschaft von Rüsselratte und Nordafrikanischer Elefantenspitzmaus und ermittelte eine Trennung der beiden Arten im mittleren Miozän vor etwa 11,6 Millionen Jahren.
Im Jahr 2011 wurde eine umfassende molekulargenetische Studie der Rüsselspringer vorgestellt. Diese zeigte die nahe Verwandtschaft einer Gruppe überwiegend süd- und ostafrikanisch verbreiteter Arten der Elefantenspitzmäuse auf. Diese gemeinsame Gruppe konnte bereits vorher durch Analysen von Alloenzymen und Isoenzymen herausgearbeitet werden. Darüber hinaus ergaben die genetischen Studien aber eine nähere Stellung der Nordafrikanischen Elefantenspitzmaus mit Petrodromus und Macroscelides, wodurch die Gattung Elephantulus paraphyletisch wurde. Ein nahezu gleiches Ergebnis erbrachte eine parallele Studie aus dem gleichen Jahr. In der Folgezeit unterstützen weitere morphologische Studien die genetisch gewonnenen Ergebnisse. So sind innerhalb der Rüsselspringer einzig bei der Nordafrikanischen Elefantenspitzmaus und der Rüsselratte Milchdrüsen auch bei Männchen ausgebildet. Im generellen Schädelbau gleicht die Rüsselratte weitgehend den Elefantenspitzmäusen, während die Macroscelides-Arten durch ihre aufgewölbten Paukenblasen deutlich von dieser Gruppe abweichen. Demgegenüber konnte bei der alleinigen Betrachtung des Basicraniums eine sich ähnelnde Gruppe bestehend aus Macroscelides, Petrodromus, der Nordafrikanischen Elefantenspitzmaus und zuzüglich der Somali-Elefantenspitzmaus (Galegeeska revoili) sowie der Rotbraunen Elefantenspitzmaus (Galegeeska rufescens) erkannt werden. Diese geschlossene Gruppe steht einer weiteren Gruppe aus südafrikanischen Arten der Elefantenspitzmäuse gegenüber. Weiterhin ergaben computertomographische Scans des Innenohrs der Rüsselspringer, dass wiederum nur die Macroscelides-Arten, die Rüsselratte und die Nordafrikanische Elefantenspitzmaus einen verknöcherten Nervenkanal besitzen, der bei anderen Formen der Macroscelididae nicht auftritt. Aufgrund dessen wurde diese sich nun abzeichnende gemeinsame Gruppe vorläufig als „Panelephantulus clade“ ausgewiesen.
Prinzipiell machte die Einbettung der Panelephantulus clade innerhalb der Elefantenspitzmäuse und die sich daraus ergebende Paraphylie eine Neubewertung der Gruppe notwendig. Vorgeschlagen wurden die Zuweisung der Nordafrikanischen Elefantenspitzmaus zu einer neuen, eigenständigen Gattung oder eine Verschiebung in die Gattung Petrodromus. Eine dritte Alternative wäre die Auflösung der beiden anderen Gattungen (Petrodoromus und Macroscelides) und eine Zusammenführung aller Arten zu Elephantulus, womit die Macroscelididae damit monotypisch würden. Im Jahr 2016 entschieden sich John P. Dumbacher und Forscherkollegen für den ersten Weg und schufen die Gattung Petrosaltator für die Nordafrikanische Elefantenspitzmaus. Begründet wurde dies mit der deutlichen morphologischen Abweichung zur Rüsselratte und die auffallenden Verbreitungsunterschiede der beiden Arten, was einen eigenen Gattungsstatus der Nordafrikanischen Elefantenspitzmaus befürwortete. Der Gattungsname Petrosaltator leitet sich einerseits vom griechischen Wort πέτρα (petra) für „Fels“, andererseits vom lateinischen Begriff saltator für „Tänzer“ ab, was allgemein auf die Verbreitung der Art in fels- oder steinreichen Landschaften hinweist. Die Namensähnlichkeit zu Petrodromus (griechisch für „Felsenläufer“) soll auch an die nahe Verwandtschaft der Nordafrikanischen Elefantenspitzmaus zur Rüsselratte erinnern. Im gleichen Zug erhoben die Autoren die Panelephantulus clade auf die Ebene einer Tribus und bezeichneten diese mit Macroscelidini, später wurde diese auf das Niveau einer Unterfamilie verschoben. Im Jahr 2020 erbrachten genetische Untersuchungen, dass sich auch die Somali-Elefantenspitzmaus in diesen Verwandtschaftskreis um die Rüsselratte, die Nordafrikanische Elefantenspitzmaus und die Macroscelides-Arten einreiht. Den Untersuchungen zufolge spaltete sich der gesamte Komplex der Macroscelidinae im ausgehenden Oberen Oligozän vor etwa 25,5 Millionen Jahren auf.

## Nordafrikanische Elefantenspitzmaus und der Mensch

### Nordafrikanische Elefantenspitzmaus in Kunst und Kultur

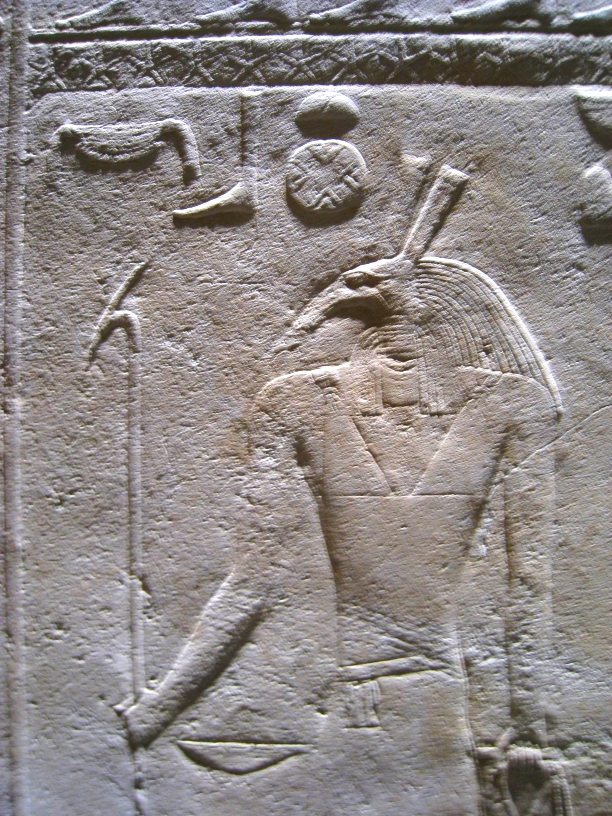
Der Kopf des altägyptischen Gottes Seth als Wiedergabe einer Nordafrikanischen Elefantenspitzmaus?

Von einigen Wissenschaftlern wird die Nordafrikanische Elefantenspitzmaus als Pate für die charakteristische Gestaltung des Kopfes des altägyptischen Gottes Seth angeführt. Die Ansicht, das heilge Tier des Gottes Seth wäre in der Reihe der Rüsselspringer zu finden, kam erstmals Anfang des 20. Jahrhunderts auf, anfangs wurde es aber entsprechend der damals gängigen Systematik mit Macroscelides in Verbindung gebracht (die Gattungen Elephantulus und Petrosaltator waren noch nicht definiert). Ob zur Zeit der alten Ägypter aber tatsächlich Rüsselspringer in der Region anwesend waren, ist unbekannt, fossile oder subfossile Reste sind aus dem Niltal nicht belegt. Teilweise wird daher auch die Schablonenhaftigkeit der Darstellung des Seth im Vergleich zu den anderen Tier-Mensch-Darstellungen im Alten Ägypten auf die eventuelle Seltenheit der Tiere zurückgeführt. In der Revision der Rüsselspringer aus dem Jahr 1968 spekulierten Corbet und Hanks, dass die Nordafrikanische Elefantenspitzmaus ursprünglich wesentlich weiter verbreitet war. Das von den anderen Vertretern weit abgetrennte Vorkommen im nördlichen Afrika und die damals vermutete nähere Verwandtschaft mit den ostafrikanischen Vertretern der Elefantenspitzmäuse, ließ ihrer Meinung nach eine Einwanderung der Art im Pleistozän über das Tal des Nils annehmen, wo sie dann eventuell noch in altägyptischer Zeit anwesend war und so als Grundlage für die Gestaltung des Kopfes von Seth dienen konnte. Die molekulargenetisch gewonnenen Daten einer sehr frühen Abspaltung der Nordafrikanischen Elefantenspitzmaus im ausgehenden Mittleren Miozän vor rund 11 Millionen Jahren und ihre mögliche nähere Verwandtschaft mit der Rüsselratte macht aber auch andere Herkunftsszenarien der Art denkbar. Demnach könnte die Herausbildung der Sahara zur damaligen Zeit die ursprünglich weit verbreiteten Vorläufer beider Arten voneinander abgetrennt haben, was zu ihrer heutigen Verbreitung führte. Allerdings zeigen Untersuchungen, dass die Nordafrikanische Elefantenspitzmaus während der Letzten Eiszeit eine durchaus weiter über Nordafrika reichende Verbreitung aufgewiesen haben könnte, womit eine damalige Präsenz im heutigen Niltal wiederum nicht auszuschließen ist.

### Bedrohung und Schutz
Für den Gesamtbestand der Nordafrikanischen Elefantenspitzmaus sind keine größeren Bedrohungen bekannt. Lokal kann es vor allem in Marokko und Algerien durch Landschaftszerstörung infolge der starken Bevölkerungszunahme und Intensivierung der Weidewirtschaft zu rückläufigen Populationsgrößen kommen. Aufgrund der weiten Verbreitung sieht die IUCN die Art derzeit als „nicht gefährdet“ (least concern) an. Sie kommt in mehreren geschützten Gebieten vor. In zoologischen Einrichtungen wird die Nordafrikanische Elefantenspitzmaus nur selten gepflegt, ehemalige Halter in Europa sind Wuppertal, Berlin, Köln, Frankfurt am Main und London.